# Juan Carlos Valerón
Juan Carlos Valerón Santana (Arguineguín, 17 juni 1975) is een Spaans voormalig betaald voetballer die bij voorkeur achter de spitsen speelde. Hij kwam tussen 1995 en 2016 uit voor UD Las Palmas, Real Mallorca, Atlético Madrid en Deportivo de La Coruña. Van 1998 tot en met 2005 speelde hij 46 interlands voor het Spaans voetbalelftal.

## Clubvoetbal
Valerón werd geboren op de Canarische Eilanden en speelde van 1994 tot 1997 voor de lokale profclub UD Las Palmas. In 1997 vertrok de middenvelder naar RCD Mallorca, waarmee hij in het seizoen 1997/1998 de vijfde plaats in de Primera División behaalde en bovendien verliezend finalist in de Copa del Rey werd. In de bekerfinale werd na strafschoppen verloren van FC Barcelona.
Na zijn ene seizoen bij Real Mallorca contracteerde Atlético Madrid Valerón. Hij bleef twee jaar bij de Madrileense club.
Na de degradatie van Atlético Madrid in 2000 naar de Segunda División A koos Valerón net als zijn ploeggenoten Joan Capdevila en José Francisco Molina voor Deportivo de La Coruña, destijds de regerend landskampioen. Met Deportivo won Valerón in 2002 de Copa del Rey door in de finale met 2-1 te winnen van Real Madrid. In 2004 behaalde hij met zijn club bovendien de halve finale van de UEFA Champions League, waarin de latere winnaar FC Porto te sterk bleek. Na dit Europese succes was het gedaan met Superdepor en werden de prestaties van zowel Deportivo als Valerón zelf minder. In 2006 was hij bovendien enkele maanden uitgeschakeld door een knieblessure.
Na dertien seizoenen Deportivo de La Coruña keerde Valerón in 2013 terug naar UD Las Palmas, dan actief in de Segunda División A. Hier eindigde hij het seizoen 2014/15 als nummer vier van de competitie en volgde via play-offs vervolgens promotie naar de Primera División. Daarop verlengde hij op veertigjarige leeftijd zijn contract met nog een seizoen. In mei 2016 maakte hij bekend te stoppen met profvoetbal. Hij keerde vervolgens terug om aan de slag te gaan als coach bij de jeugdopleiding van UD Las Palmas.

### Statistieken
| seizoen | club                | land   | competitie         | duels | goals |
| ------- | ------------------- | ------ | ------------------ | ----- | ----- |
| 1995/96 | UD Las Palmas       | Spanje | Segunda División B | 27    | 0     |
| 1996/97 | UD Las Palmas       | Spanje | Segunda División A | 27    | 2     |
| 1997/98 | Real Mallorca       | Spanje | Primera División   | 36    | 4     |
| 1998/99 | Atlético Madrid     | Spanje | Primera División   | 30    | 3     |
| 1999/00 | Atlético Madrid     | Spanje | Primera División   | 35    | 4     |
| 2000/01 | Deportivo La Coruña | Spanje | Primera División   | 31    | 4     |
| 2001/02 | Deportivo La Coruña | Spanje | Primera División   | 36    | 3     |
| 2002/03 | Deportivo La Coruña | Spanje | Primera División   | 23    | 2     |
| 2003/04 | Deportivo La Coruña | Spanje | Primera División   | 34    | 3     |
| 2004/05 | Deportivo La Coruña | Spanje | Primera División   | 38    | 1     |
| 2005/06 | Deportivo La Coruña | Spanje | Primera División   | 20    | 5     |
| 2006/07 | Deportivo La Coruña | Spanje | Primera División   | 2     | 0     |
| 2007/08 | Deportivo La Coruña | Spanje | Primera División   | 5     | 0     |
| 2008/09 | Deportivo La Coruña | Spanje | Primera División   | 22    | 0     |
| 2009/10 | Deportivo La Coruña | Spanje | Primera División   | 24    | 1     |
| 2010/11 | Deportivo La Coruña | Spanje | Primera División   | 21    | 0     |
| 2011/12 | Deportivo La Coruña | Spanje | Segunda División   | 39    | 5     |
| 2012/13 | Deportivo La Coruña | Spanje | Primera División   | 33    | 1     |
| 2013/14 | UD Las Palmas       | Spanje | Segunda División   | 45    | 3     |
| 2014/15 | UD Las Palmas       | Spanje | Segunda División   | 24    | 0     |
| 2015/16 | UD Las Palmas       | Spanje | Primera División   | 13    | 0     |

## Nationaal elftal
Valerón speelde 46 interlands voor het Spaans nationaal elftal, waarin de middenvelder twee keer doel trof. Zijn debuut was op 18 november 1998 tegen Italië. Op 26 maart 2005 speelde Valerón tegen China zijn laatste interland. Hij behoorde tot de Spaanse selecties voor het EK 2000, het WK 2002 en het EK 2004. Op het WK 2002 maakte Valerón de openingstreffer tegen Slovenië (2-1) en op het EK 2004 scoorde hij als invaller het enige doelpunt in de groepswedstrijd tegen Rusland.

### Statistieken
| jaar       | elftal        | toernooi               | wed. | goals |
| ---------- | ------------- | ---------------------- | ---- | ----- |
| 2000       | Spaans elftal | Europees kampioenschap | 2    | 0     |
| 2002       | Spaans elftal | Wereldkampioenschap    | 4    | 1     |
| 2004       | Spaans elftal | Europees kampioenschap | 2    | 1     |
| Bijgewerkt | 11-02-2007    |                        |      |       |

1 Cañizares ·
2 Salgado ·
3 Aranzábal ·
4 Guardiola ·
5 Abelardo ·
6 Hierro  ·
7 Helguera ·
8 Fran ·
9 Munitis ·
10 Raúl ·
11 Alfonso ·
12 Sergi Barjuán ·
13 Casillas ·
14 Gerard ·
15 Engonga ·
16 Mendieta ·
17 Etxeberria ·
18 Jémez ·
19 Velasco ·
20 Urzaíz ·
21 Valerón ·
22 Molina ·
Coach: Camacho
1 Casillas ·
2 Torres ·
3 Juanfran ·
4 Helguera ·
5 Puyol ·
6 Hierro  ·
7 Raúl ·
8 Baraja ·
9 Morientes ·
10 Tristán ·
11 De Pedro ·
12 Luque ·
13 Ricardo ·
14 Albelda ·
15 Romero ·
16 Mendieta ·
17 Valerón ·
18 Sergio ·
19 Xavi ·
20 Nadal ·
21 Enrique ·
22 Joaquín ·
23 Contreras ·
Coach: Camacho
1 Cañizares ·
2 Capdevila ·
3 Marchena ·
4 Albelda ·
5 Puyol ·
6 Helguera ·
7 Raúl  ·
8 Baraja ·
9 Torres ·
10 Morientes ·
11 Luque ·
12 Gabri ·
13 Aranzubia ·
14 Vicente ·
15 Bravo ·
16 Alonso ·
17 Etxeberria ·
18 César ·
19 Joaquín ·
20 Xavi ·
21 Valerón ·
22 Juanito ·
23 Casillas ·
Coach: Sáez